# أخونترير (آيت الحاج)
أخونترير هو دُوَّار يقع بجماعة تملوكت، إقليم تارودانت، جهة سوس ماسة في المملكة المغربية. ينتمي الدوّار لمشيخة آيت الحاج التي تضم 11 دوار. يقدر عدد سكانه بـ 79 نسمة حسب الإحصاء الرسمي للسكان والسكنى لسنة 2004.

## وصلات خارجية
- البوابة الوطنية للجماعات الترابية
- المندوبية السامية للتخطيط